# 小奧科爾西克
50°44′45″N 24°55′32″E / 50.74583°N 24.92556°E
小奧科爾西克（烏克蘭語：Малий Окорськ），是烏克蘭的村落，位於該國西部沃倫州，由沃洛德米爾區負責管轄，始建於1545年，面積34平方公里，海拔高度212米，2001年人口100，人口密度每平方公里2.94人。